# Quick-Wert

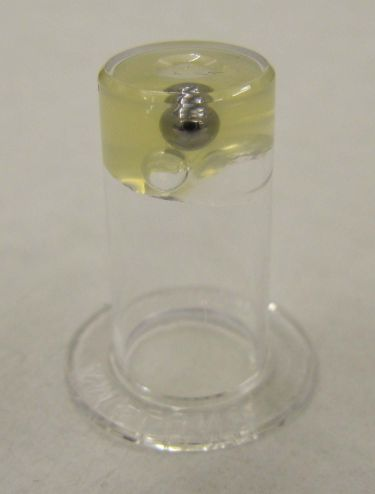
Blutplasma nach Zugabe von Thromboplastin (Quick-Test). Das entstandene Gel ist stark genug, um eine Stahlkugel zu halten.

Der Quick-Wert (nach dem US-amerikanischen Arzt Armand James Quick), auch Einstufenprothrombinzeit genannt, ist ein labormedizinischer Parameter der Funktionsleistung des extrinsischen Systems der Blutgerinnung. Er kann anhand der gemessenen Thromboplastinzeit (TPZ; englisch prothrombin time, PT) bestimmt werden. Laborübergreifend vergleichbar ist die International Normalized Ratio (INR).

Der klassische Weg der Blutgerinnung. Der Quick-Wert oder die Thromboplastinzeit erfassen den extrinsischen und den gemeinsamen Schenkel der Blutgerinnung, also die Faktoren I, II, V, X und VII.

## Abgrenzung
Dieser Test erfasst nicht das intrinsische (endogene) System der Blutgerinnung. Beispielsweise weist das Blut von Menschen, die an Hämophilie (Bluterkrankheit) leiden, einen normalen Quick-Wert auf. Die Partielle Thromboplastinzeit (aPTT) gibt Aufschluss über die Funktionsleistung des intrinsischen Systems. Die Plasmathrombinzeit (PTZ) gibt die Gerinnungszeit der gemeinsamen Endstrecke von extrinsischem und intrinsischem Weg an.

## Verwendung/Anwendung
Bei vielen Patienten wird medikamentös die Produktion verschiedener Gerinnungsfaktoren durch orale Antikoagulation – etwa mit Cumarinen – in der Leber gehemmt; damit ist die INR (therapeutisch) erhöht. Weiterhin kann ein erhöhter INR-Wert (entspricht einem erniedrigten Quick-Wert) eine Synthesestörung der Gerinnungsfaktoren aufgrund eines Leberschadens (Leberversagen, Leberzirrhose) anzeigen.

## Bestimmung des Quick-Werts (Quick-Test)
Eine Blutprobe wird, um eine sofortige Gerinnung zu vermeiden, mit Citrat versetzt, wodurch das für die Gerinnung benötigte Calcium gebunden wird. Im Labor wird dieses Citratblut zentrifugiert, die Untersuchung erfolgt aus dem überstehenden  Blutplasma.
Zum Plasma wird Calcium im Überschuss zugegeben, die Probe auf 37 °C erwärmt und Gewebefaktor (= Tissue-Faktor = (Gewebe-)Thromboplastin) zugesetzt, womit der exogene Weg der Blutgerinnung aktiviert wird. Dann misst man die Zeit bis zum Auftreten von Fibrinfäden. Bei normaler Blutgerinnung dauert das 11 bis 16 Sekunden.
In der Praxis kann der Test folgendermaßen durchgeführt werden: Das Plasma wird in einen fingerhutgroßen Becher gegeben, zusammen mit einer kleinen Stahlkugel. Der Becher steht etwas schief und rotiert, sodass die Stahlkugel durch die Flüssigkeit rollt und sich immer am tiefsten Punkt des Bechers befindet. Dann werden Thromboplastin und Calcium hinzugegeben und es wird die Zeit genommen. Es bilden sich langsam Fibrinfäden, welche die Viskosität der Flüssigkeit verändern: Die Stahlkugel rollt immer schlechter durch die Flüssigkeit, bleibt irgendwann in ihr stecken und dreht sich dann mit dem Becher mit. Eine Lichtschranke am obersten Punkt des Becherbodens registriert dies und stoppt die Zeit.

## Interpretation
Man misst die Thromboplastinzeit in Sekunden, der Quick-Wert ist aber eine Prozentangabe. Armand James Quick hat nämlich versucht, eine Beziehung zwischen der Thromboplastinzeit und der Menge vorhandener Gerinnungsfaktoren zu finden (das im Laufe des Gerinnungsvorgangs verbrauchte Prothrombin war die Grundlage für den Prothrombinverbrauchstest nach Quick). Zur Erstellung einer Kalibrierkurve nahm er Norm-Plasma (Blutplasma-Mix von vielen Personen mit normaler Gerinnung) und maß die Thromboplastinzeit dieses Norm-Plasmas in verschiedenen Verdünnungen. Der Quick-Wert (in Prozent) des Blutes des Untersuchten entspricht also der Verdünnung des Norm-Plasmas, die man herstellen müsste, um die gleiche Thromboplastinzeit zu erhalten. Untenstehende Tabelle verdeutlicht das anhand einiger Beispielzahlen:
| Thromboplastinzeit [s] | Norm-Plasma + Verdünnung | Quickwert [%] |
| ---------------------- | ------------------------ | ------------- |
| 14                     | 1+0 (unverdünnt)         | 100 (1/1)     |
| 21                     | 1+1                      | 50 (1/2)      |
| 28                     | 1+2                      | 33 (1/3)      |
| 35                     | 1+3                      | 25 (1/4)      |

Der Quick-Test bzw. INR wird aus der Thromboplastinzeit berechnet und wird durch Funktion und Menge der Faktoren I, II, V, X, VII beeinflusst und wird deshalb insbesondere zur Steuerung einer Vitamin-K-Antagonisten-Therapie eingesetzt. Dagegen wird die Partielle Thromboplastinzeit (PTT, englisch Partial Thromboplastin Time; auch aPTT, activated Partial Thromboplastin Time) durch Funktion und Menge der Faktoren I, II, V, VIII, IX, X, XI und XII beeinflusst und wird deshalb insbesondere zur Steuerung einer Heparintherapie genutzt.

Ein Quickwert von 50 Prozent bedeutet, dass das Plasma der untersuchten Person gleich schnell gerinnt wie ein „Norm-Plasma“, das im Verhältnis 1 : 1 (auf 50 Prozent der Ursprungskonzentration) verdünnt wurde, wie ein Plasma also, das nur 50 Prozent der „Norm“ an Gerinnungsfaktoren enthält. Das ist nicht gleichbedeutend mit einem Plasma, das halb so schnell gerinnt wie „Norm-Plasma“. Ein Quickwert von 50 Prozent bedeutet damit nicht eine Verdopplung der Gerinnungszeit.

## Vergleichbarkeit zwischen Laboren und INR
Weltweit gibt es viele Anbieter von Gerinnungstests (zum Beispiel Hepatoquick, Thromborel usw.), die nach dem oben genannten Prinzip funktionieren. Diese setzen jedoch verschiedene Gewebethromboplastine ein, was sich in unterschiedlichen Testergebnissen niederschlägt, sowohl in den Sekunden- als auch in den Prozentangaben. Die Ergebnisse der Tests weichen teils sehr stark voneinander ab. Deshalb sind Quick-Werte von verschiedenen Laboren nicht miteinander vergleichbar. Um eine bessere Vergleichbarkeit bei der Messung der Blutgerinnungszeit zu erreichen, wurde daher von der Weltgesundheitsorganisation (WHO – World Health Organization) der INR-Wert (International Normalized Ratio) entwickelt. Jeder Anbieter eines Quick-Gerinnungtests liefert eine Umrechnungsformel mit, anhand derer die Quick-Werte in die INR umgerechnet werden können. Der Quick-Wert wird aber im klinischen Alltag immer noch häufig verwendet.